# آسگیریوالپولا
آسگیریوالپولا (به لاتین: Asgiriwalpola) یک منطقهٔ مسکونی در سری‌لانکا است که در مینوانگودا واقع شده‌است.